# Micreumenes kelneri
Micreumenes kelneri är en stekelart som beskrevs av Giordani Soika 1983. Micreumenes kelneri ingår i släktet Micreumenes och familjen Eumenidae. Inga underarter finns listade i Catalogue of Life.